# Nova Crvenka
Nova Crvenka (izvirno srbsko Нова Црвенка) je naselje v Srbiji, ki upravno spada pod Občino Kula; slednja pa je del Zahodnobačkega upravnega okraja.

## Demografija
V naselju živi 415 polnoletnih prebivalcev, pri čemer je njihova povprečna starost 40,0 let (39,6 pri moških in 40,3 pri ženskah). Naselje ima 195 gospodinjstev, pri čemer je povprečno število članov na gospodinjstvo 2,69.
To naselje je, glede na rezultate popisa iz leta 2002, v glavnem srbsko, a v času zadnjih 3 popisov je opazen porast števila prebivalcev.
|  |

| Demografija | Demografija     | Demografija     |
| Leto        | Št. prebivalcev | Št. prebivalcev |
| ----------- | --------------- | --------------- |
|             |                 |                 |
|             |                 |                 |
|             |                 |                 |
|             |                 |                 |
| 1948        | 515             |                 |
| 1953        | 461             |                 |
| 1961        | 592             |                 |
| 1971        | 419             |                 |
| 1981        | 453             |                 |
| 1991        | 508             | 505             |
| 2002        | 537             | 524             |
|             |                 |                 |

| Etnična sestava po popisu iz leta 2002 | Etnična sestava po popisu iz leta 2002 | Etnična sestava po popisu iz leta 2002 | Etnična sestava po popisu iz leta 2002 | Etnična sestava po popisu iz leta 2002 |
| -------------------------------------- | -------------------------------------- | -------------------------------------- | -------------------------------------- | -------------------------------------- |
| Srbi                                   | Srbi                                   |                                        | 435                                    | 83,01%                                 |
| Črnogorci                              | Črnogorci                              |                                        | 31                                     | 5,91%                                  |
| Madžari                                | Madžari                                |                                        | 28                                     | 5,34%                                  |
| Hrvati                                 | Hrvati                                 |                                        | 16                                     | 3,05%                                  |
| Makedonci                              | Makedonci                              |                                        | 3                                      | 0,57%                                  |
| Ukrajinci                              | Ukrajinci                              |                                        | 2                                      | 0,38%                                  |
| Slovenci                               | Slovenci                               |                                        | 1                                      | 0,19%                                  |
| Rusini                                 | Rusini                                 |                                        | 1                                      | 0,19%                                  |
| Nemci                                  | Nemci                                  |                                        | 1                                      | 0,19%                                  |
| Muslimani                              | Muslimani                              |                                        | 1                                      | 0,19%                                  |
| Jugoslovani                            | Jugoslovani                            |                                        | 1                                      | 0,19%                                  |
| Neznano                                | Neznano                                |                                        | 0                                      | 0,0%                                   |